# Chersotis stridula
Chersotis stridula là một loài bướm đêm trong họ Noctuidae.